# Oxydothis sabalensis
Oxydothis sabalensis är en svampart som först beskrevs av Mordecai Cubitt Cooke, och fick sitt nu gällande namn av Franz Petrak 1952. Oxydothis sabalensis ingår i släktet Oxydothis, ordningen kolkärnsvampar, klassen Sordariomycetes, divisionen sporsäcksvampar och riket svampar.   Inga underarter finns listade i Catalogue of Life.